# Susana López de Valencia
Susana López de Valencia (de soltera, López Navia; Palmira, Valle del Cauca, 17 de septiembre de 1910 — Bogotá, D.C., 19 de mayo de 1964) fue una socialité colombiana, que se desempeñó como primera dama de Colombia 1962 a 1964.
Casada con el vigesimonoveno presidente de Colombia Guillermo León Valencia. Fue la primera primera dama colombiana en haber fallecido durante el mandato de su esposo.

## Biografía
Era hija del rico empresario caucano Gustavo López Terreros, y de su esposa Lucrecia Navia. Trabajando en Popayán conoció al hijo del poeta Guillermo Valencia, el político Guillermo León Valencia, con quien se casó el 31 de enero de 1931, siendo un año menor que él. Tuvieron cuatro hijos Ignacio, Alma, Pedro y Diana Valencia López.
Entre sus nietos están la senadora por el Centro Democrático, Paloma Valencia, hija de Ignacio; y el exministro Aurelio Iragori Valencia, hijo de Diana Valencia y del excongresista Aurelio Iragorri Hormaza.

## Primera dama de Colombia (1962-1964)
Valencia se convirtió en presidente de Colombia, como segundo candidato del sistema bipartidista del Frente Nacional, por lo que Susana ocupó el cargo protocolar de primera dama de la nación de 1962 hasta 1964.

### Muerte
Falleció el 19 de mayo de 1964, en el Palacio de San Carlos, en Bogotá, víctima de tromboembolismo pulmonar a los 54 años. Hasta la fecha, es la única esposa de un mandatario fallecida durante la presidencia de su marido.
Las honras fúnebres de Susana López fueron un evento multitudinario al que acudieron las altas autoridades del país y representantes del extranjero. Su cuerpo estuvo en cámara ardiente en el Palacio de San Carlos y se decretaron tres días de duelo nacional. Su esposo le guardó luto hasta su propia muerte, en 1971, ya que nunca se volvió a casar. Actualmente ambos se encuentran sepultados en la Casa Museo Guillermo León Valencia en Popayán.